# Мурат Лабунищи
Мурат Лабунищи (на албански: Murat Labunishti, Murat Labënishti, на македонска литературна норма: Мурат Лабуништи) е албански националист, деец на Бали Комбътар.

## Биография
Роден е на 14 август 1909 година или в 1913 година в стружкото торбешко село Лабунища във видно семейство. Завършва основно образование в Лабунища и средно в Сараево. Говори френски, италиански и турски.
В 1935 година властите в Кралство Югославия изгонват Мурат и брат му от страната и те се установяват в Албания. Там завършва лицея в Шкодра. Работи в няколко издателски къщи, които публикуват негови дела. От края на 1939 година до октомври 1943 година работи като секретар на префектурата в Пекин.
След разгрома на Кралство Югославия през април 1941 година и присъединяването на Дримкола към Албания, Мурат Лабунищи се прибира в родното си село. Арестуван е от албанската полиция за действия срещу режима.
През есента на 1943 година става кмет на Лабунища. На 20 октомври 1943 година на среща на първенците от Лабунища, Велеща и Октиси Мурат Лабунищи е назначен за организатор на албански чети в тези села. На 25 декември 1943 година в Лабунища формира албански комитет и чета „Черни Дрин“, на която става командир. В средата на 1944 година е избран за глава на организацията „Риния Шкиптаре“ (Албанска младост) в Струга. Става член на главното командване на бали Комбетър. През октомври 1944 година по настояване на началника на Втората призренска лига за Струга Ментор Коку, Мурат Лабунищи е назначен за заместник-управител на Струга.
След като комунистическите партизани влизат в Охрид и Струга на 7 – 8 ноември 1944 година, Мурат Лабунищи бяга в планините. През ноември четите му оказват съпротива в планините над Лабунища и Велеща на няколко партизански бригади, изпратени да разоръжат албанското население. Десетки войници от Четвърта македонска албанска бригада започват да дезертират и да се присъединяват към частите на Лабунищи. През нощта на 20 срещу 21 ноември единици от Пета македонска бригада обгражда Лабунища, в което са разположени албанските доброволчески сили. След кратко сражение, Мурат Лабунищи със 100 бойци се изтелтя от селото към Зеркан, където е щабът на комунистическата Четвърта албанска дивизия, начело с Мехмет Шеху. Шеху по искане на началника на щаба на македонските комунистически части на 5 декември 1944 година ги предава на Седма македонска бригада, които по заповед на Управлението за държавна сигурност ги изпращат в следствения затвор в Струга. Оттам Лабунищи е преместен в затвора Идризово. Получава доживотна присъда от комунистически военен съд в Македония, а след няколко месеца Белградският съд го осъжда на смърт. Лабунищи обаче успява след няколко месеца да избяга от затвора и става нелегален, като се установява в Мат и Люм в Албания заедно с други албански националисти.
Убит е през юни 1946 година от албански полицаи на моста край село Шупенза, Долен Дебър.
Името му носи Основно училище „Мурат Лабунищи“ в родното му село.